# 田溶冀

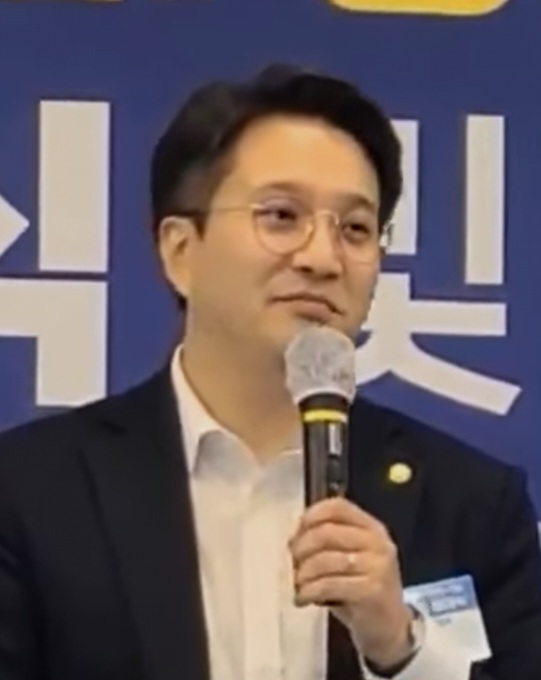
2023年

田 溶冀（チョン・ヨンギ、朝鮮語: 전용기、1991年10月26日 - ）は、大韓民国の政治家。第21・22代韓国国会議員。

## 経歴
故郷は慶尚南道宜寧郡七谷面、両親は同地に在住。合浦高等学校を経て漢陽大学校ERICAキャンパスで生活体育学士を取得し、同校大学院経営コンサルティング学科修士。在学中の2015年に第34代漢陽大学校ERICA総学生会長、2016年に京畿道大学生協議会会長を歴任した。2017年の第19代大統領選挙においては中央選挙対策委員会青年委員会未来世代共同本部長を務め、2018年に共に民主党全国大学生委員会委員長、2019年に共に民主党中央党党員資格審査委員会委員、2020年に国家均衡発展委員会国民疎通特別委員と共に民主党公薦管理委員会委員を歴任し、同年の第21代総選挙で共に民主党（当選当時は共に市民党）の比例代表として国会議員に初当選した。なお、政党活動当時は毎日の夜に大学付近の食堂を午前3〜4時まで経営していたが、その後は新型コロナウイルス感染症の流行により廃業した。
その後は共に民主党党員資格審査委員会委員、共に民主党政党革新推進委員会内部委員、第20代大統領選挙で共に民主党の李在明候補選挙対策委員会のスポークスマンをそれぞれ務めた。現在は共に民主党全国青年委員会委員長、民主研究院理事を務めている。議員在任中には韓国軍兵士の給与基準を最低賃金以上の毎月200万ウォンに引き上げる軍人報酬法改正案を代表発議した。また、教育当局が毎年未成年者の学術活動の実態を調査できるような、不公正な優遇を事前に防止する学術振興法改正案、そして確率型アイテムを規制するゲーム法改正案も発議した。
2024年の第22代総選挙では京畿華城丁選挙区から出馬することとなった。

## 竹島上陸
2023年5月2日、Facebookにて、学生団体団員や党関係者ら14人とともに竹島に上陸したことを投稿した。その中で、韓国の領土である独島（韓国における呼称）を命を懸けて守るという旨を述べ、日本のネットユーザーの間で非難が起こった。この出来事に対し日本政府は「極めて遺憾」とし、韓国側に抗議した。
これに対し、梨花女子大学校教授のパク・ウォンゴンと元駐日韓国大使の申珏秀は「実効支配下の独島を紛争地域化させた」「民主党と日本の右翼の奇妙な共生関係」「韓日関係の進展より国内の党派的利益を優先する」などと批判した。

## エピソード
名前はハングル専用環境で「専用機」と同じ表記である。2022年に大統領室が文化放送の政府専用機搭乗を禁止する措置に抗議する際に名前を活用して「専用機に乗せてくれ」という文字をスマートフォンに表示させた場面がある。